# Pekon Ampai (Limau)
Pekon Ampai is een bestuurslaag in het regentschap Tanggamus van de provincie Lampung, Indonesië. Pekon Ampai telt 2637 inwoners (volkstelling 2010).